# Auguste Baron (homme de lettres)
Pour les articles homonymes, voir Auguste Baron et Baron.
Auguste Alexis Floréal Baron, né le 1er mai 1794 à Paris et mort le 24 mars 1862 à Ans, est un universitaire franco-belge.

## Biographie

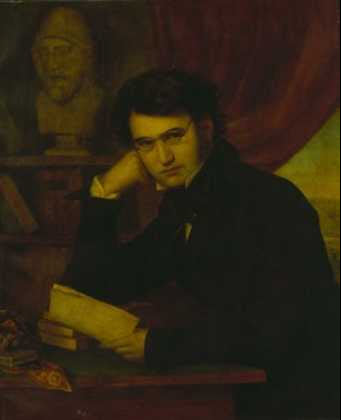
Portrait du Professeur Auguste Baron (1826), Adèle Kindt, Musées royaux des Beaux-Arts de Bruxelles

Fils d’un receveur dans l’administration des contributions, Baron reçoit une solide formation classique au lycée Napoléon, puis au Pensionnat normal, où il est admis le 17 octobre 1812, et enfin docteur ès lettres de l'Académie de Paris.
Au terme d’un séjour de plusieurs années en Angleterre, il épouse Madeleine Duthillieux (1794-1866), le 24 janvier 1822, à Paris.
La même année, il s’installe à Bruxelles où il est attaché en qualité de rédacteur principal à la Gazette officielle, ce qui ne l'empêche pas de rejoindre les rangs de l'opposition libérale au début de 1829.  En 1824, il fut un des fondateurs de la Société des douze.
Spécialiste de l'histoire des littératures latine et française, admirateur du romantisme, poète lui-même, il fut vers 1826 nommé professeur de littérature aux cours publics annexés au Musée des Sciences et des Lettres de Bruxelles.
Resté en Belgique, au lendemain des Journées de septembre 1830 qui ont conduit à la naissance d’un État belge indépendant, il est initié à la loge bruxelloise Les Amis philanthropes, sans doute au début de 1834, et obtient sa naturalisation en mai 1838.
Préfet des études et professeur de rhétorique à l’Athénée de Bruxelles, c’est sous son impulsion et celle de Pierre-Théodore Verhaegen, que l'Université libre de Belgique est inaugurée le 20 novembre 1834.
Il s’installe à Liège à la fin de l’année 1849. Dix ans plus tard, il y subit une profonde dégradation de sa vigueur intellectuelle et finit par mourir d'une apoplexie foudroyante.
Le 27 mars 1862, trois jours après sa mort, lors d'une séance académique, Joseph Antoine Spring, recteur de l’université de Liège, prononce son éloge funèbre, tandis que Jean Stecher, au nom de ses collègues de la Faculté de philosophie et lettres de la même université, prononce un autre discours sur le quai de la gare des Guillemins avant le départ du convoi qui doit transporter le corps à Bruxelles. Le 8 avril suivant, un service religieux est célébré à Saint-Josse-ten-Noode où il a été inhumé.

### Enseignement

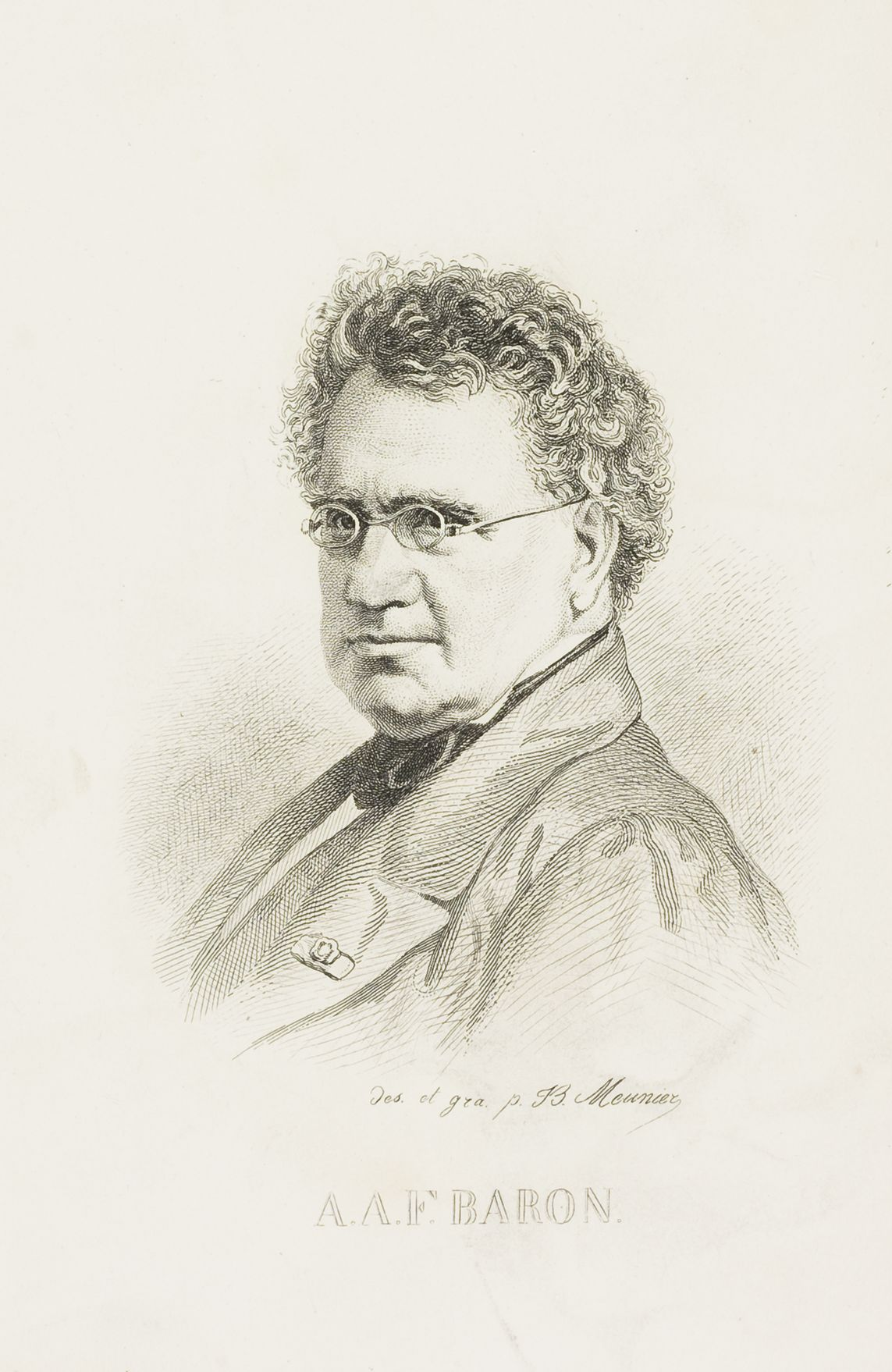
Auguste Baron

Auguste Baron a consacré une grande partie de sa vie professionnelle à l’enseignement des lettres classiques et de la littérature française.
Ses charges sont nombreuses :
- répétiteur de grec à l’École normale supérieure (1814 à 1818) ;
- cours public de littérature comparée au Musée des sciences et des lettres de Bruxelles[6] (1827-1832) où il prononce le discours d’installation (3 mars 1827) et où il a pour collègues Louis Dewez (histoire des Pays-Bas), Philippe Lesbroussart (histoire générale), Adolphe Quetelet (histoire des sciences) et Sylvain Van de Weyer (histoire de la philosophie) ;
- membre de la commission de l’Instruction publique instituée par le Gouvernement provisoire (30 septembre 1830) ;
- professeur de rhétorique et préfet des études à l’Athénée de Bruxelles (1830-1849) ;
- chaire de littérature française et étrangère à l’Université libre de Bruxelles (1834-1849) ;
- professeur de belles-lettres à l’École militaire (1837 à 1840) ;
- premier doyen de la Faculté de philosophie et lettres de l’Université libre (1848-1849)[7] ;
- cours de littérature française et d’histoire de la littérature ancienne à l’université de Liège (1849-1862) ;
- cours de style et de rédaction à l'École des mines de Liège ;
- cours de littérature française à l’École normale des humanités de Liège.

Parmi ses engagements les plus durables en faveur de l’instruction, il convient de signaler la part non négligeable qu’il a joué dans la fondation de l’Université libre de Bruxelles dont il conçoit le projet dès 1831 et qu’il reformule avec succès, trois ans plus tard, d’abord auprès de Théodore Verhaegen, le vénérable de sa loge puis, en présence de tous ses frères réunis à l’occasion de leur banquet de la Saint-Jean d'été de 1834, puisque le 20 novembre suivant, il est chargé du discours d’installation de la nouvelle institution dont il devient le premier secrétaire.
Il préside également, en 1848, un Congrès professoral de Belgique qui va stimuler l’adoption de la loi du 1er juin 1850 organisant un enseignement moyen officiel et permettre la création d’un Conseil de perfectionnement du même.

### Publications
La production universitaire d’Auguste Baron est abondante et toujours très soignée : articles et feuilletons ; conférences et discours ; éditions, traductions et commentaires d’auteurs anciens et d’auteurs anglais ; introductions et compléments aux ouvrages de collègues ; même un livret d’opéra-comique. Ulysse Capitaine en dresse une liste très extensive dans son Nécrologe liégeois pour 1862, tandis qu’Alexandre Jamar entreprend en 1857 une édition de ses Œuvres complètes dont cinq des douze tomes prévus sortent de presse.
De l’aveu même de l'auteur, quatre titres sont à sortir du lot. Les deux premiers sont les fruits de toute sa carrière de pédagogue, les deux suivants témoignent de son érudition comme traducteur et commentateur d’auteurs anciens :
- Histoire abrégée de la littérature française depuis son origine jusqu’au XVIIe siècle sur Google Livres, dédiée à son ami Sylvain Van de Weyer, ambassadeur de Belgique à Londres et prochain chef de gouvernement, Bruxelles, Méline, Cans et Compagnie, 1841, nouvelle édition sur Google Livres, Paris, W. Coquebert, 1842.
- De la rhétorique ou de la composition oratoire et littéraire sur Google Livres, dédié à un autre intime, Julien de Bonne, membre de la Chambre des Représentants, Bruxelles, Alexandre Jamar, 1849.
- Poésies militaires de l’Antiquité ou Callinus et Tyrtée sur Google Livres, texte grec, traduction polyglotte, prolégomènes et commentaires], dédiées au roi Léopold Ier, Bruxelles, J. P. Meline, 1835.
- Épitre d’Horace aux Pisons sur l’art poétique traduite en vers français avec introduction et commentaire sur Google Livres, dédié à Philippe, comte de Flandre, Bruxelles, Librairie polytechnique d’Aug. Decq, 1857.

Il a également publié sur la danse :
- Lettres et entretiens sur la danse ancienne, moderne, religieuse, civile, et théâtrale, Paris, Dondey-Dupré, 1824. Rééditées en Lettres à Sophie sur la danse, suivies d'entretiens sur les danses ancienne, moderne, religieuse, civile et théâtrale, Paris, Dondey-Dupré, 1825.

On lui doit également un grand nombre de Notices et d’articles sur la littérature, insérés dans le Globe et la Revue de Paris, la Gazette des Pays-Bas, le Courrier belge, l'Observateur, la Revue belge, l'Artiste, la Revue encyclopédique belge, etc. Il a aussi attaché son nom à plusieurs contrefaçons de livres d’études français.

## Distinctions et honneurs
- 1816 : décoration du Lys, pour avoir servi dans les volontaires royaux pendant le séjour de Napoléon à l'île d'Elbe.
- 1838 :  Chevalier de la Légion d'honneur
- 1843 :  Chevalier de l'ordre de Léopold
- 1843 : membre correspondant de la classe des lettres de l’Académie royale de Belgique.
- 1846 : buste sculpté par Charles-Auguste Fraikin.
- 1847 : membre effectif de la classe des beaux-arts de l'Académie précitée.
- 1848 : croix du mérite de l’Ordre de la Branche ernestine de Saxe.
- 1859 :  Officier de l'ordre de Léopold
- 1864 : buste sculpté par André Cattier pour compte de l'Académie royale de Belgique[12].